# Indigokinderen
Indigokinderen of nieuwetijdskinderen is een new-ageconcept bedacht in de jaren 1970 door de parapsychologe Nancy Anne Tappe en later verder ontwikkeld door Lee Carroll en Jan Tober, dat stelt dat bepaalde personen bijzondere kenmerken of bekwaamheden zouden bezitten. De specifieke kenmerken zouden betrekking hebben op de "Nieuwe Tijd", door astrologen ook wel het Aquariustijdperk genoemd.

## Concept
Over indigokinderen bestaan allerhande opvattingen, gaande van het geloof dat zij een volgende stap in de menselijke evolutie zouden zijn, dat zij paranormale gaven zoals telepathie zouden hebben, tot het idee dat ze gewoon meer empathie en creativiteit zouden hebben dan hun niet-indigo leeftijdsgenoten.
Indigokinderen hoeven niet per se letterlijk kinderen te zijn, het kunnen ook volwassenen zijn.

## Geschiedenis
Tappe kwam op het idee in de jaren 1970 toen zij steeds meer kinderen met een "indigo aura" meende waar te nemen, hetgeen volgens haar een "vibrerende kleur" was die samenviel met een nieuw bewustzijn. Het concept kreeg meer belangstelling door de uitgave van een reeks boeken in de late jaren 1990 en het verschijnen van meerdere films in het decennium daarna. Allerlei boeken, conferenties en ander materiaal zijn verschenen rond het idee van indigokinderen, waarvan verondersteld wordt dat dat een manier is om geld te slaan uit goedgelovige ouders.
Er zijn twee stromen indigokinderen: de generatie die volwassen werd aan het einde van de jaren 1960 (de hippiegeneratie). In die tijd is het begrip "indigokind" ook ontstaan. De tweede stroom zou zo tussen 1977 en 1990 zijn geboren. Maar naast de stromen zijn er ook twee typen "indigokinderen". Het type dat hier bedoeld wordt, zou paranormaal begaafd zijn. Het tweede type heeft gewoon een paranormale interesse en in andere pseudowetenschappelijke onderwerpen, zoals het bestaan van buitenaardse intelligentie. Beide typen hebben als taak het aankondigen van de nieuwe tijd, het Aquariustijdperk, en beide typen hebben een indigokleurige aura. Ook wordt gedacht dat iedereen die hoogsensitief is eronder valt, of onder het ene type of onder het andere.

## Kritiek
Er zijn geen wetenschappelijke studies die aangeven dat indigokinderen bestaan. Er is gesuggereerd dat sommige kinderen die als "indigo" aangeduid worden in feite ADHD hebben. Terwijl medici in zo'n geval doorgaans Ritalin voorschrijven, zijn mensen die in indigokinderen geloven daar tegen omdat volgens hen de (school)omgeving het werkelijke probleem vormt en er, vooral in het geval van ADHD, sprake zou zijn van overmedicatie. Critici geven aan dat het indigo-fenomeen ontstaat doordat ouders willen geloven dat hun kinderen bijzonder zijn, eerder dan de medische diagnose te aanvaarden dat ze een aandoening hebben. Ook zijn de kenmerken van indigokinderen — die vergeleken worden met het Forer-effect — zo vaag dat ze op iedereen van toepassing kunnen zijn.